# Sarah Florry
Sarah Florry, född 1744, död 1832, var en brittisk affärsidkare.  Hon drev en firma som handlade med metall i Birmingham mellan 1769 och 1798. 
Hon var dotter till en affärsidkare i Birmingham. Hon gifte sig aldrig och var därför enligt engelsk lag myndig vid 25 års ålder. Samma år öppnade hon sitt eget företag. Hon köpte upp metall för brukspatroner och sålde det till metallindustrin i Birmingham, en handel som tillhörde de mest lukrativa under en tid när staden utvecklades till en av Storbritanniens industricentrum. Eftersom det bröt mot social etikett för en kvinna att själv sköta kontakterna med de mestadels manliga aktörerna i järnhandeln, anställde hon män som skötte detta som mellanhänder, och var från 1773 i kompanjonskap med en av dem, William Walker. 
Hon blev så förmögen att hon 1798 kunde överlåta företaget på Walker och sedan leva ett bekvämt liv i resten av sitt liv på de pengar hon tjänat. Hon har efterlämnat en dagbok, som har blivit föremål för forskning och anses vara en viktig samtidskälla. 